# جام تخت جمشید ۱۳۵۳
جام تخت جمشید ۱۳۵۳ دومین دوره جام تخت جمشید و چهارمین دوره لیگ فوتبال ایران که توسط فدراسیون فوتبال ایران برگزار شد.
تیم تاج تهران برای دومین بار قهرمان این دوره از رقابت‌ها شد. 

## جدول رده‌بندی
| رده | تیم            | بازی | برد | مساوی | باخت | گل‌زده | گل‌خورده | تفاضل | امتیاز |
| --- | -------------- | ---- | --- | ----- | ---- | ----- | ------- | ----- | ------ |
| ۱   | تاج            | ۲۲   | ۱۵  | ۳     | ۴    | ۳۰    | ۱۴      | +۱۶   | ۳۳     |
| ۲   | پرسپولیس       | ۲۲   | ۱۲  | ۷     | ۳    | ۳۲    | ۱۳      | +۱۹   | ۳۱     |
| ۳   | هما            | ۲۲   | ۱۳  | ۴     | ۵    | ۲۹    | ۱۶      | +۱۳   | ۳۰     |
| ۴   | پاس تهران      | ۲۲   | ۱۲  | ۶     | ۴    | ۲۸    | ۱۴      | +۱۴   | ۳۰     |
| ۵   | صنعت نفت       | ۲۲   | ۸   | ۸     | ۶    | ۲۳    | ۲۴      | -۱    | ۲۴     |
| ۶   | ملوان          | ۲۲   | ۸   | ۷     | ۷    | ۳۱    | ۲۴      | +۷    | ۲۳     |
| ۷   | بانک ملی       | ۲۲   | ۵   | ۱۱    | ۶    | ۱۶    | ۲۰      | -۴    | ۲۱     |
| ۸   | عقاب           | ۲۲   | ۵   | ۷     | ۱۰   | ۱۸    | ۲۵      | -۷    | ۱۷     |
| ۹   | راه‌آهن         | ۲۲   | ۵   | ۵     | ۱۲   | ۱۵    | ۲۹      | -۱۴   | ۱۵     |
| ۱۰  | سپاهان         | ۲۲   | ۴   | ۶     | ۱۲   | ۱۰    | ۲۷      | -۱۷   | ۱۴     |
| ۱۱  | ذوب‌آهن         | ۲۲   | ۴   | ۵     | ۱۳   | ۱۷    | ۳۰      | -۱۲   | ۱۳     |
| ۱۲  | آب و برق اهواز | ۲۲   | ۵   | ۲     | ۱۵   | ۱۴    | ۳۵      | -۲۱   | ۱۲     |

## نتایج بازی‌ها
| میزبان / میهمان | آبق | ملی | پاس | پرس | تاج | ذوب | راه‌ | سپا | صنآ | عقا | ملو | هما |
| --------------- | --- | --- | --- | --- | --- | --- | --- | --- | --- | --- | --- | --- |
| آب و برق اهواز  |     | ۰-۱ | ۱-۰ | ۱-۲ | ۱-۰ | ۱-۰ | ۱-۱ | ۰-۴ | ۲-۱ | ۱-۳ | ۴-۰ | ۱-۰ |
| بانک ملی        | ۲-۰ |     | ۰-۰ | ۲-۲ | ۱-۰ | ۰-۳ | ۱-۱ | ۰-۰ | ۰-۰ | ۱-۰ | ۱-۱ | ۰-۱ |
| پاس             | ۱-۲ | ۰-۳ |     | ۱-۰ | ۱-۲ | ۲-۲ | ۰-۱ | ۱-۳ | ۰-۰ | ۱-۲ | ۱-۲ | ۲-۰ |
| پرسپولیس        | ۰-۲ | ۱-۰ | ۱-۱ |     | ۱-۲ | ۰-۴ | ۰-۰ | ۰-۳ | ۰-۲ | ۰-۰ | ۲-۲ | ۱-۳ |
| تاج             | ۰-۱ | ۱-۱ | ۰-۱ | ۰-۱ |     | ۱-۲ | ۱-۱ | ۰-۲ | ۰-۰ | ۰-۲ | ۰-۲ | ۱-۳ |
| ذوب‌آهن          | ۱-۲ | ۱-۰ | ۳-۰ | ۱-۰ | ۲-۰ |     | ۲-۰ | ۰-۰ | ۰-۰ | ۲-۰ | ۱-۳ | ۱-۰ |
| راه‌آهن          | ۰-۱ | ۰-۰ | ۲-۰ | ۱-۰ | ۱-۰ | ۲-۱ |     | ۱-۲ | ۳-۱ | ۱-۲ | ۲-۰ | ۵-۱ |
| سپاهان          | ۰-۰ | ۰-۰ | ۱-۰ | ۱-۰ | ۰-۱ | ۰-۰ | ۰-۲ |     | ۱-۰ | ۰-۰ | ۱-۲ | ۳-۱ |
| صنعت‌نفت         | ۰-۳ | ۵-۰ | ۱-۲ | ۲-۰ | ۲-۱ | ۱-۱ | ۰-۱ | ۱-۲ |     | ۱-۲ | ۲-۱ | ۱-۱ |
| عقاب            | ۰-۲ | ۱-۱ | ۰-۰ | ۲-۰ | ۱-۲ | ۰-۱ | ۱-۰ | ۰-۳ | ۱-۱ |     | ۰-۰ | ۲-۱ |
| ملوان           | ۰-۲ | ۱-۱ | ۱-۰ | ۱-۱ | ۲-۰ | ۰-۳ | ۰-۲ | ۱-۰ | ۲-۳ | ۱-۱ |     | ۰-۱ |
| هما             | ۰-۱ | ۰-۱ | ۰-۰ | ۱-۱ | ۲-۱ | ۱-۳ | ۰-۱ | ۰-۱ | ۰-۰ | ۰-۱ | ۱-۱ |     |

| راهنمایی رنگها |
| -------------- |
| برد در خانه    |
| مساوی          |
| باخت در خانه   |

منبع: 

## جدول گلزنان
| رتبه | نام             |    | باشگاه |
| ---- | --------------- | -- | ------ |
| ۱    | غلامحسین مظلومی | ۱۰ | تاج    |
| ۱    | عزیز اسپندار    | ۱۰ | ملوان  |
| ۲    | اصغر شرفی       | ۹  | پاس    |
| ۳    | غفور جهانی      | ۸  | ملوان  |
| ۳    | مسعود آذری      | ۸  | راه‌آهن |